# Дрвар
Дрвар (босн. і хорв. Drvar, серб. Дрвар) — місто і муніципалітет у західній частині Боснії і Герцеговини, розташований на дорозі між Босанско-Ґрахово та Босанскі Петровац неподалік Ґламоча. Адміністративно підпорядковується Кантону 10 Федерації Боснії і Герцеговини.

## Географія
Дрвар лежить у просторій долині південно-східної частини Боснійської Країни, оточеній горами Динарських Альп. Південно-східна межа громади спускається аж до річки Уна.
Це дуже горбистий район, що включає місто Дрвар і численні віддалені села та охоплює близько 1030 км². Саме місто здебільшого розкинулося вздовж лівого берегу річки Унаць, а його висота сягає 480 м над рівнем моря.
Дрвар віддалений приблизно на 120 км від Шибеника, що в Хорватії, на 80 км від Бихача, і на 125 км від Баня-Луки.

## Історія назви
Назва походить від сербського слова дрво, що означає «деревина», «дрова». За часів соціалістичної Югославії Дрвар називався Тітов Дрвар на честь Йосипа Броз Тіто.

## Населення
| Рік перепису | Всього | Серби          | Мусульмани  | Хорвати     | Югослави      | Інші        |
| ------------ | ------ | -------------- | ----------- | ----------- | ------------- | ----------- |
| 1991         | 17126  | 16608 (96,97%) | 33 (0,19%)  | 33 (0,19%)  | 384 (2,24%)   | 68 (0,39%)  |
| 1981         | 17983  | 15896 (88,39%) | 26 (0,14%)  | 62 (0,34%)  | 1842 (10,24%) | 157 (0,89%) |
| 1971         | 20064  | 19496 (97,16%) | 213 (1,06%) | 141 (0,70%) | 259 (3,21%)   | 140 (0,72%) |

## Відомі особистості
В поселенні народилась:
- Тамара Мілетич (1932–2014) — югославська та сербська акторка.